# 塩谷惟純
塩谷 惟純（しおのや これずみ）は、平安末期の下野国塩谷郡の武将。

## 略歴
源姓塩谷氏（堀江氏）の二代目当主。
父は塩谷頼純、母は原重房の娘で頼純の正室の弥生。3歳の時に父頼純が母方の祖父原重房の謀略によって殺害され、母の弥生も自害する不遇があり、弥生は自害の寸前、月若丸を乳母の更科に託し、更科は、陸奥国（『下野風土記』には武蔵国とあり）岩瀬の郡司岩瀬権太夫の養子として月若丸を預けた。月若丸は、その事実を知らぬまま育ち、13歳の時に岩瀬太郎家村と名乗って元服するが、15歳の時、更科は、その死の間際に真相を明かし、月若丸は、岩瀬権太夫の助力を得て軍勢を起こして上洛。朝廷の許しを得て、父を討った原重房の討伐を敢行する。
月若丸は、父の旧臣長井次郎安藤太などの力を得て重房を打ち破り、母方の祖父である縁から死罪は許して追放（『堀江記』では、重房の首を鋸引きにして落とし、父母の墓前に供えたとする）して、本領である塩谷郡に復帰。塩谷荘三十三郷三万八千町を支配する。この際、居城を矢板城においたという伝承もある。

## 惟純復帰の時期について
惟純が塩谷の地を奪還し復帰した時期について、塩谷氏が信仰した寺山観音寺の縁起の記述を基にして、永治元年（1141年）とする説がある。縁起に記された惟純が戦ったとする「武者が嶽の戦い」に関する記述に因るものだが、縁起に記されたその年代は、永保2年（1082年）であって、永治元年ではない。しかし、この説では、永保2年の記述は、永治元年の誤りだとする。まず縁起では、永保二年を辛酉年としているが、辛酉年は永保元年であって、また、同じ縁起で、惟純の父である頼純の出来事を惟純の後世の年代の事として記しており、時代的に錯誤していること、さらには、武者が嶽の戦いでは、佐竹・那須両氏と戦ったことになっているが、永保年間には、佐竹氏も那須氏もともに創始されておらず、これらの点から、武者が嶽の戦いは、永保年間の辛酉年ではなく、年代的に適合する永治元年の辛酉年に行われたとするものである。
しかし、確かに当縁起に記された事績には、実際に年代的な記述の間違いが多い事が指摘されているも、この記述の年代も間違いであるという確証もなければ、架空の伝説に過ぎない可能性も否定できない。ただ、『堀江記』や『堀江物語絵巻』を参照にして年代を追っていくと、永治元年の時、惟純は16歳であり、15歳の時に決起して上洛した記述と整合性が取れるため、この説が有力なものになりつつある。但し、相変わらず決定的な確証もないので、有力な諸説のひとつという位置づけになっている。

## 没年について
惟純の生没年については不詳だが、『喜連川塩谷系譜』（当系譜では名が「頼賢」となっている）では「信州ニテ討死」とある。
また、現在の塩谷町にある瑠璃堂縁起には、嘉応元年（1169年）4月8日が源惟頼（惟純の子）の御世であったとの記述があり、これ以前に惟純が亡くなっている可能性が高いとされている。
しかし、『喜連川塩谷系譜』では、寿永年間に源平合戦に参戦した惟頼の没年を治承2年（1178年）9月9日としているが、これは、源平合戦に参加した惟頼の没年としてはありえないので、この没年は、惟純の没年と錯誤している可能性があり、惟頼は、父惟純の隠居により家督を継ぎ、惟純は、隠居の後、治承2年に亡くなったと考えるのが妥当であるともされているが、これも根拠に乏しく定かではない。